# Juan Antonio Ramírez Sunyer
Juan Antonio Ramírez Sunyer (9 de septiembre de 1947-4 de noviembre de 2018) fue un juez e ingeniero español. Después de pasar por los juzgados de Tarrasa, San Baudilio y Badalona, desde 2003 estuvo al frente del Juzgado de Instrucción número 13 de Barcelona. Dictó órdenes de prisión provisional controvertidas contra el movimiento okupa y grupos antisistema. Al cumplir 70 años, pidió poder seguir ejerciendo hasta los 72 años y se le concedió el 17 de mayo de 2017.

## Biografía

### Inicios
Inició la carrera judicial por oposiciones en 1991, cuando tenía 44 años. El 17 de mayo de 1994 fue nombrado magistrado. Hasta ese momento, era juez de primera instancia e instrucción del juzgado número 3 de San Baudillo de Llobregat y después fue destinado al juzgado de primera instancia número 5 de Tarrasa. A finales de la década de 1990, era miembro de la junta electoral de Barcelona. En 1997 fue trasladado a Badalona y el 24 de octubre de 2000 se convirtió en el decano de los juzgados de Badalona, donde era titular del juzgado de primera instancia número 5 y después al número 4.

### Juzgado de Instrucción número 13 de Barcelona
En 2003 se trasladó al juzgado de instrucción número 13 de Barcelona. En 2004, llevó a cabo diversas causas contra el movimiento okupa.

#### Ataque a la comisaría de Sants
Instruyó la causa por un ataque con artefactos incendiarios en la comisaría de la policía de la calle de Sants, y acabó ordenando el ingreso en la prisión de Trinitat Vella de dos jóvenes de 18 y 19 años de Hospitalet de Llobregat. Fueron dejados en libertad 60 días después porque no había ninguna prueba que les incriminase. El juicio les declaró inocentes y el Estado les tuvo que indemnizar.

#### Manifestación anarquista
En junio de 2005 ordenó el encarcelamiento de tres manifestantes de una marcha solidaria anarquista.

#### Manifestación pro Can Vies
En 2014, un miembro de los castellers de Barcelona fue encarcelado preventivamente por orden suya por la presunta participación en movilizaciones en favor de Can Vies en el mes de mayo. Pasó 24 días en prisión hasta que se dictó la sentencia absolutoria.

#### Pitada al himno español
En septiembre de 2015, abrió diligencias contra el director general de la policía catalana Albert Batlle por omisión de perseguir el delito tras la pitada del 30 de mayo contra el himno español en el Camp Nou.

#### Causa del 13
Desde marzo de 2017, instruye "la causa del 13", una investigación derivada de una querella de Vox por las declaraciones del exjuez y exsenador Santi Vidal sobre los preparativos del Gobierno de Cataluña por el referéndum. Los primeros investigados, además de Vidal, fueron Carles Viver Pi-Sunyer, director del Institut d'Estudis per l'Autogovern y Josep Lluís Salvadó, secretario de Hacienda del Gobierno catalán. Su investigación implicó el registro del Teatro Nacional de Cataluña, donde se celebró el acto de presentación de la Ley del Referéndum del 4 de julio de 2017. También hizo declarar a una decena de altos cargos del Gobierno catalán y funcionarios, así como directivos de empresas que concursaban para fabricar las urnas. A partir de septiembre de 2017, dejó de llevar esta causa al ser recusado por estar contaminado por la Operación Anubis. Se encargó primeramente de sustituirle el juez titular del Juzgado de Instrucción 29 y, desde el 13 de diciembre, será el nuevo titular Jaime Conejo, anteriormente en el juzgado n.º 16 de Barcelona. 

#### Operación Anubis
Por orden suya, el 20 de septiembre de 2017 la Guardia Civil desarrolló la operación Anubis: en el Departamento de Economía, Bienestar y Asuntos Sociales, el Departamento de Gobernación y Exteriores, en la Administración Abierta de Cataluña, en el ICF y en el CTTI (Centro de Telecomunicaciones y Tecnologías de la Información de la Generalidad de Cataluña), se detuvo a 12 personas. Por este motivo, el Gobierno catalán anunció la presentación de una denuncia contra el juez y la Guardia Civil.

## Condecoraciones
En 2016, recibió una de las 235 medallas del Departamento de Interior de la Generalidad de Cataluña el Día de les Esquadres.